# Höttinger Breccie

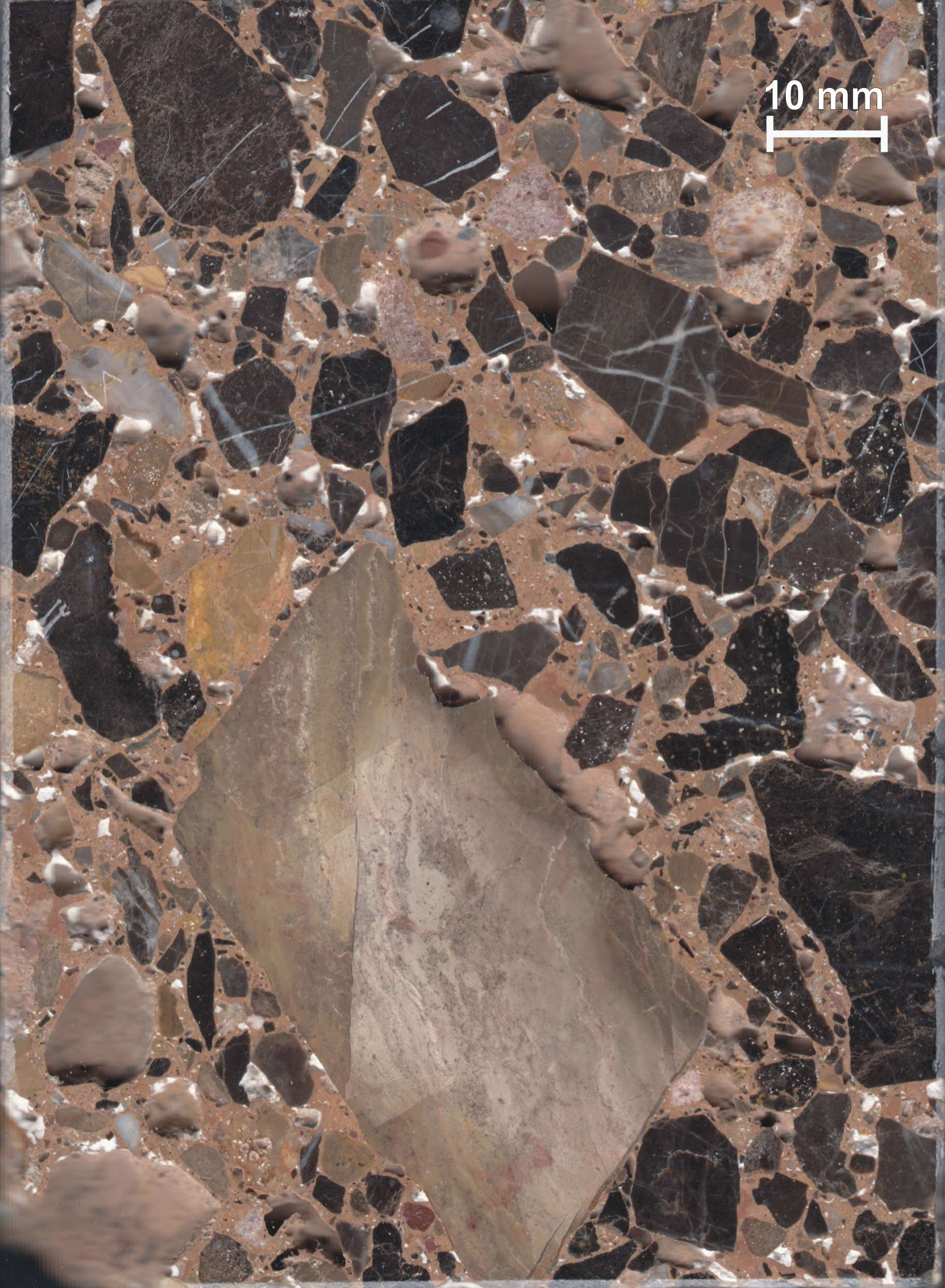
Höttinger Breckzie

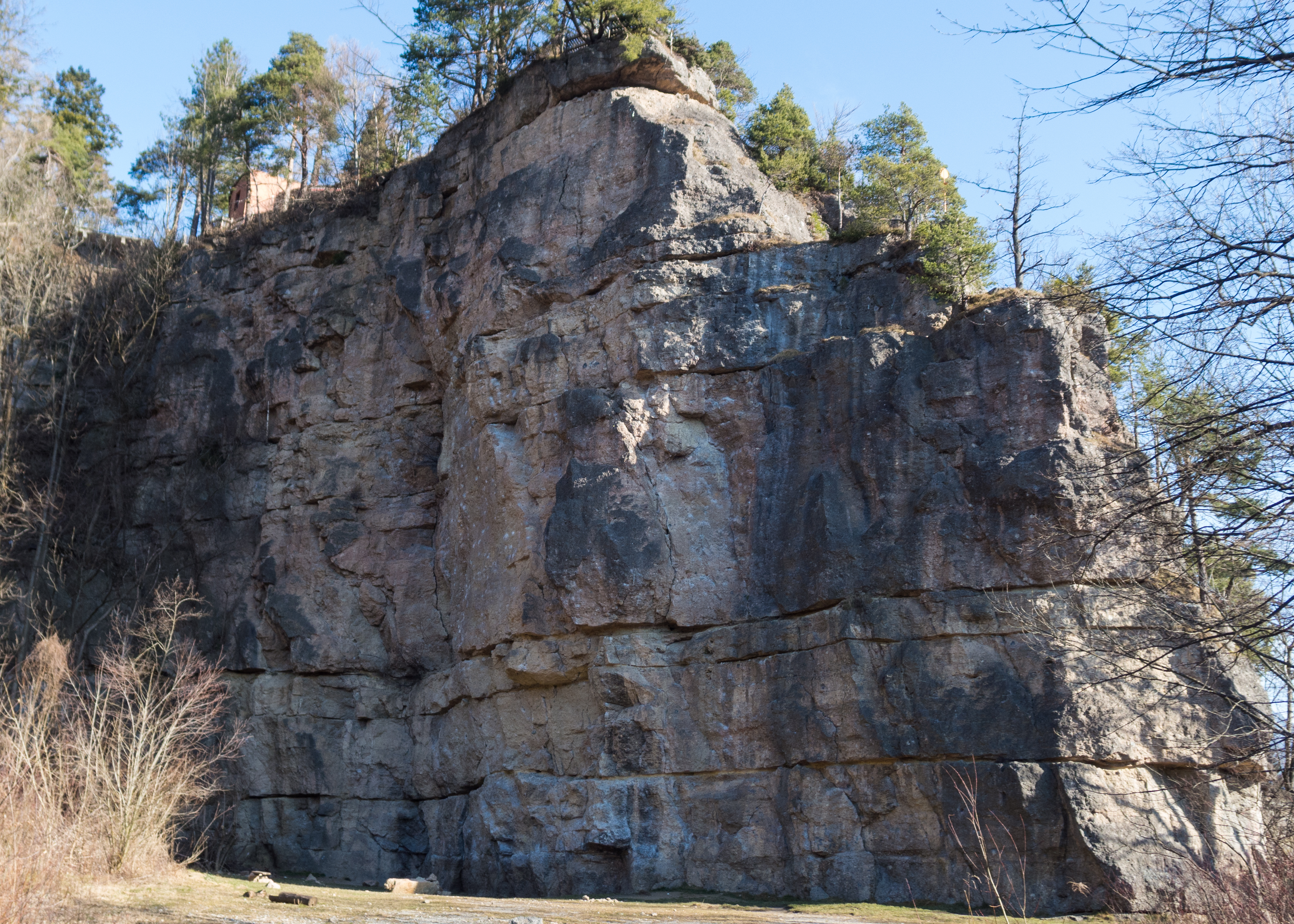
Der Höttinger Steinbruch

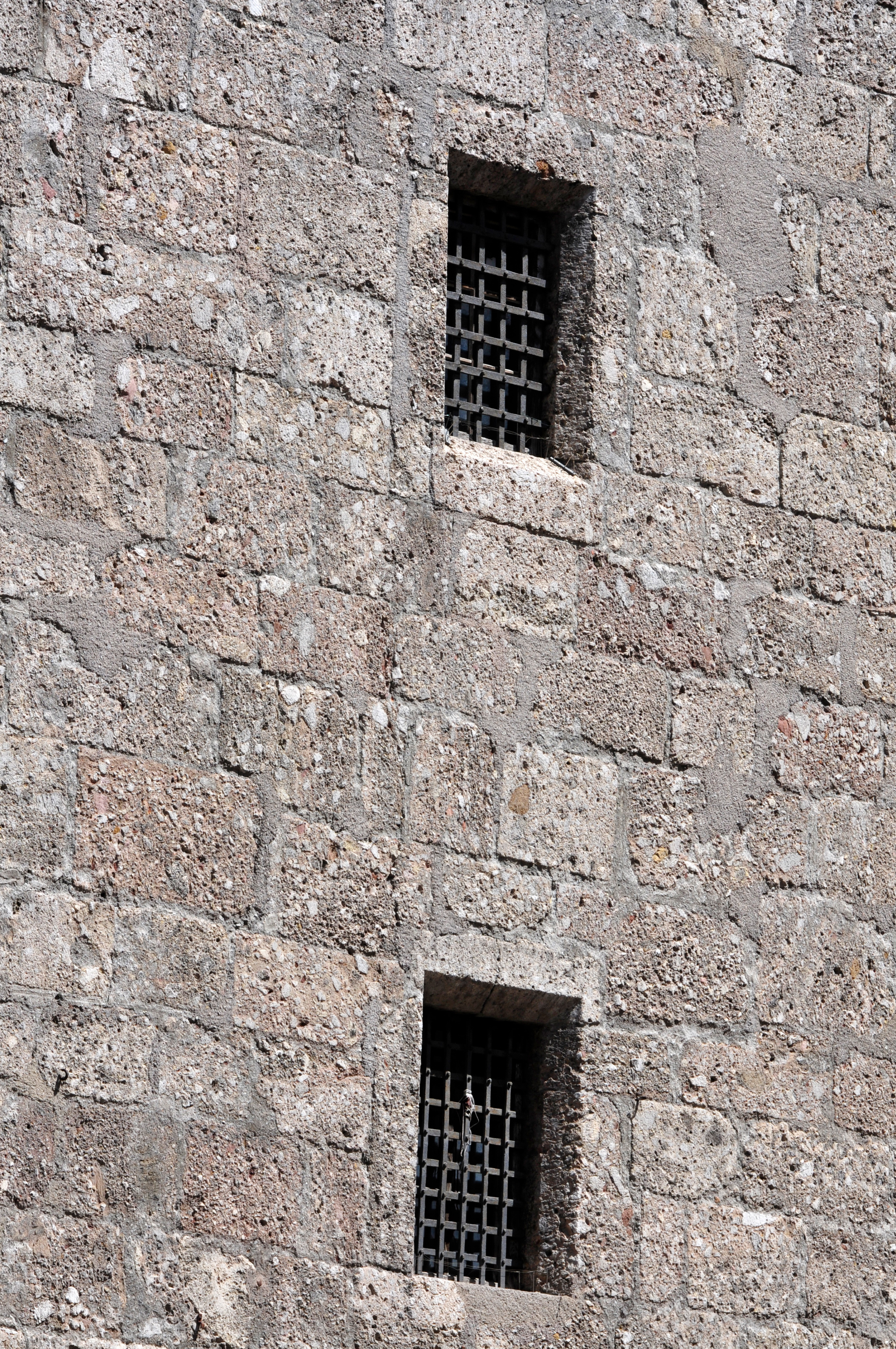
Höttinger Breccie als Baustein des Stadtturms

Die Höttinger Breccie (auch Höttinger Brekzie) ist eine graubraune bis rötlichbraune, polymiktische und poröse Kalkbrekzie (Grobklastit), die an vielen Stellen nördlich von Innsbruck gebrochen und nach dem Stadtteil Hötting benannt wurde.

## Eigenschaften
Die Höttinger Brekzie bildete sich vor rund 200.000 Jahren, als sich Schutt aus Karbonatgesteinen an den Hängen nördlich von Innsbruck wieder verfestigte. Am Gesteinsaufbau sind dunkle Kalksteine und Dolomite der Innsbrucker Nordkette beteiligt. Die rötliche Tönung der feinkörnigen Matrix wird von zerriebenen Anteilen des alpinen Buntsandsteinhorizonts erzeugt.
Die Höttinger Brekzie zählt seit dem Mittelalter zu den markanten Baugesteinen der Landeshauptstadt Innsbruck. Über lange Zeiträume hinweg hatten die damit hergestellten Architekturelemente eine Farbfassung, erst im 19. Jahrhundert bevorzugte man die Steinsichtigkeit an den Fassaden. Der Abbau an den Hängen der Innsbrucker Nordkette erfolgte bis in das 20. Jahrhundert.